# 軍裝巡邏小隊

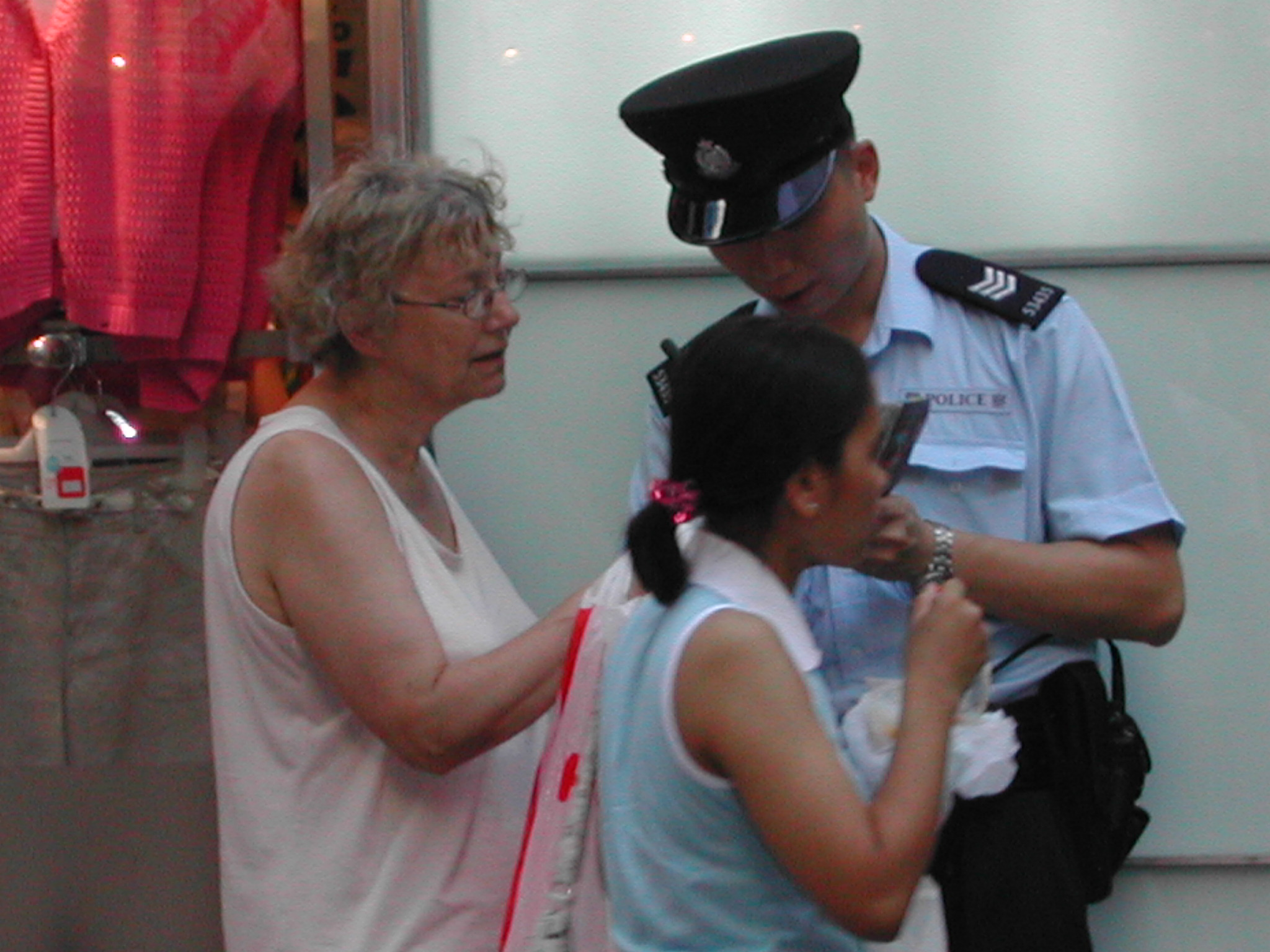
警長向一名問路男子給予指引。

軍裝巡邏小隊（簡稱巡邏小隊；英文：Patrol Sub Unit，縮寫：PSU）於1920年成立，隸屬於香港警務處行動處行動部警察總區行動部下各個警區，主要責任為徒步巡邏香港陸上範圍、處理突發事件及為到999緊急召喚提供迅速警察力量回應，趕抵增派軍裝警務人員到場打擊罪行，為香港市民提供第一線的幫助。

## 制服
每名軍裝部（包括軍裝巡邏小隊）人員均獲得發配短袖及長袖恤衫、夏季及冬季長褲各3件，共12件，另外包括禮帽兩頂、靴兩雙，此外，內勤人員可以領取毛衣。

### 禮帽
新款禮帽採用Gore-Tex物料製成，輕便、透氣、防水以及防皺，新設計為緊貼頭部，方便人員執行職務。

### 工作服
於2001年12月至2002年4月期間，香港警務處進行了一項廣泛的內部諮詢，是次調查共發出近33,000份問卷予人員。於2003年1月5日起，警務處施行新工作服試驗計劃，設計首要為職業安全、舒適度和實用性，揉合6項設計概念，包括具統一性、中性設計、實用性、層疊式、舒適度及安全性。經過幾年調查、試驗和改善，於2004年12月5日，人員正式全面穿用新工作服，讓人員更為舒適和受到保護，並且提升工作效率。新工作服選用了多種備有（因應天氣）保暖、透氣、防水、阻燃、防菌、阻擋血漬滲透和防皺等功能的 Gore-Tex 物料。其中長褸採用Crosstech物料製造，比較Gore-Tex更為先進，除了擁有Gore-Tex功能，大褸外表的密封縫製設計進一步提高防水能力，大褸內裡附有Crosstech阻燃內層，以及保暖內層和內袖子，可以隨意套下卸下，適合不同天氣穿用。是次制服更新所須資金全部由警隊投資節用戶口中支取，並無動用公帑。

### 巡邏鞋
經過兩年多的試驗，警務處於2001年12月分派集運動鞋和皮靴的優點於一身的新靴予軍裝人員，新巡邏鞋設計著重人員舒適，並且保護人員的腳踝和足部。新巡邏鞋具備運動鞋的緊貼、舒適、防滑、避震、輕便、通爽和耐用等優點，而且可以提供堅硬保護，避免人員腳部被沾濕及割傷。巡邏鞋由警務處自行研究及設計，由懲教署工業組製作。

## 裝備
每名人員的隨身裝備均重約20至30磅。

### 武器

#### 槍械
警隊於1992年3月22日起取消於槍柄上綁繩，使活動空間增加及拔槍較靈活。

## 著名警員
- 馬德鐘，香港演員
- 張家輝，香港演員
- 王喜，香港演員
- 黃智賢，香港演員
- 林保怡，香港演員
- 梁成恩，石圍角邨殺警案中殉職者
- 徐步高，徐步高槍擊案案發者
- 曾國恆，徐步高槍擊案殉職者
- 冼家強，徐步高槍擊案倖存者
- 曾慶鴻，香港男子七人欖球代表隊隊員

## 大事記

### 沙頭角槍戰
沙頭角槍戰發生於1967年7月8日，近百名中國大陸民兵越過香港邊境禁區，與軍裝巡邏小隊於沙頭角爆發槍戰，最後造成5名人員殉職。

### 拘捕葉繼歡
1989年8月4日，葉繼歡於赤柱監獄服刑期間訛稱腹痛，被押往瑪麗醫院檢查時使用武力威嚇，最終成功逃離醫院押解，並且騎劫一輛停泊於醫院門前的客貨車，然後輾轉逃避。匿藏兩年後，葉繼歡於1991年6月涉嫌與同黨持械行劫位於觀塘物華街的5間金行，掠奪市場價值1,000萬港元的金飾，期間手持AK-47突击步枪於馬路上瘋狂掃射，又與警察爆發槍戰逾42響。1992年3月7日，葉繼歡再次涉嫌糾黨持械行劫位於彌敦道的謝瑞麟金行，掠奪市場價值100萬港元的金飾，又與警察爆發槍戰12響。3日後，葉繼歡再次涉嫌與7名同黨手持兩支AK-47突擊步槍及多支手槍持械行劫位於大埔道的兩間金行，掠奪市場價值逾700萬港元的金飾，並且向警察射擊逾60彈，挾持人質，又向救護車開槍，導致3人受傷。期後葉繼歡被列為頭號通緝犯，香港警務處懸紅100萬港元將其通緝。
1996年5月13日，葉繼歡與兩名同黨攜同大批槍械與三硝基甲苯潛逃重回香港，於西環登岸時因為遇上兩名軍裝巡邏小隊警員，兩名警員見其形跡可疑於是上前查問，未幾葉繼歡急步向船跑去，然後又向警察開槍一響，爆發槍戰，於槍戰中葉繼歡身中3彈致半身不遂，被兩名警員拘捕。

### 徐步高槍擊案
徐步高槍擊案發生於2001年至2006年年間發生的3宗涉及警員徐步高的殺人案，受到香港社會極高度的關注，3宗案件合共造成1名警衛、2名警員殉職及徐步高本人死亡，以及1名警員嚴重受傷。事件促成軍裝巡邏小隊重新檢討其架構及指引，包括規定日後登門處理案件及晚上8時以後，徒步巡邏必須至少兩人。

## 以軍裝巡邏小隊為題材的作品

### 單元劇
- 《執法群英──千鈞一髮》（2003年）

### 電視劇
- 《新紮師兄續集》（1986年）
- 《學警出更》（2007年）

### 電影
- 《神經俠侶》（2004年）

## 外部連結

### 《警聲》
- 警隊進一步改善  前線人員工作環境 （页面存档备份，存于）